# Bürgermeisterei Bernkastel
Die Bürgermeisterei Bernkastel im Kreis Bernkastel im Regierungsbezirk Trier in der preußischen Rheinprovinz war eine Bürgermeisterei mit einer Stadt, 11 Dörfern, 1 Hof, 16 Mühlen, welche 725 Feuerstellen und 6180 Einwohner hatten (Stand 1828).
Darin:
- Bernkastel eine Stadt an der Mosel. Sie ist der Sitz der Kreisbehörde, einer Kreiskasse, eines Eichamts und eines Friedensgerichts für die Bürgermeistereien Bernkastel, Zeltingen, Lieser und Mülheim, und hat 2 Kath. Kirchen, 1 Synagoge, 8 öffentliche Gebäude, 280 Privatwohnhäuser, 7 Mühlen und Fabrikgebäude, 61 Scheunen und Ställe. Die Anzahl der Einwohner war 1976 (im Jahre 1828). Die Stadt hat 5 Jahrmärkte.
- Graach, ein Dorf an der Mosel, mit dem Martinshof, 1 Kath. Pfarrkirche, 141 Fst., 1189 Einw., dem Kupfer- und Blei-Bergwerk Kautenbach, 1 Papiermühle und Weinbau.
- Monzelfeld, ein Dorf an der Straße von Mainz nach Trier, mit 1 Kath. Pfarrkirche, 65 Fst., 690 Einw., Schieferbrüchen und dem Kupfer- und Blei-Bergwerk Annenberg. Dazu gehören 15 Mühlen, Hinterbach genannt, mit 15 Fst. und 147 Einwohnern.
- Longkamp, ein Dorf mit 1 Kath. Pfarrkirche, 81 Fst., 634 Einw., Schieferbrüchen und Bergbau.
- Kommen mit 14 Fst., 167 Einw.
- Gonzerath mit 46 Fst., 528 Einw.
- Kleinich mit 1 Evang. Pfarrkirche, 26 Fst., 236 Einw.
- Emmeroth mit 12 Fst., 56 Einw.
- Götzeroth mit 10 Fst., 140 Einw.
- Pilmeroth mit 13 Fst., 68 Einw.
- Fronhofen mit 14 Fst., 198 Einw.
- Ilsbach mit 11 Fst., 51 Einw.